# Петров, Виталий Александрович
Вита́лий Алекса́ндрович Петро́в (род. 8 сентября 1984, Выборг) — российский автогонщик. Известен под прозвищем «Выборгская ракета». С 31 января 2010 года по 9 декабря 2011 гонщик команды «Рено» в Формуле-1. С 17 февраля 2012 года по 1 февраля 2013 гонщик команды Caterham F1 Team. Первый российский гонщик, выступавший в гонках чемпионата мира «Формулы-1» и первый российский гонщик, завоевавший подиум на Гран-при «Формулы-1». Заслуженный мастер спорта России (2015). Менеджером Петрова до весны 2013 года была Оксана Косаченко. «Лучший гонщик России» по версии журнала «За рулём» 2005 и 2010 годов.

## Биография
Сын предпринимателя и политика Александра Петрова (1959—2020) — совладельца ОАО «Выборгский судостроительный завод», ЗАО «Выборгская топливная компания» и других крупных региональных предприятий c общим оборотом более 1 млрд рублей в год. Александр Петров был убит 24 октября 2020 года в посёлке Великое Выборгского района. Брат Сергей Петров — композитор, выпускник Венской консерватории.

### Ранняя карьера
В отличие от большинства профессиональных автогонщиков, Петров начал свою карьеру не с картинга. Первый гоночный опыт он получил, начав участвовать в ралли-спринтах и ледовых гонках, в которых дебютировал в 1998 году. В 2001 году принял участие в российском Кубке «Лада», в 2002 году стал чемпионом этой серии; также в сезоне 2002 занял десятое место в «Формула-Россия».
В 2003 году Петров выступал сразу в нескольких чемпионатах. Он провёл полный сезон в Итальянской Формуле-Рено 2.0, где стал 19-м, а также принял участие в нескольких этапах в других формульных сериях: Британской Формуле-Рено 2.0, Еврокубке Формулы-Рено 2.0, Евро Формуле-3000. В 2004 году россиянин проехал по четыре гонки в Еврокубке и Итальянской Формуле-Рено 2.0 и одну гонку в Евро Формуле-3000. В 2005 году участвовал в двух российских сериях: Кубке «Lada Revolution» и Формуле-1600; в обеих стал чемпионом. В 2006 году получил титул бронзового призёра в Итальянской Формуле-3000 и Евросерии-3000.

### GP2
2007 год Петров провёл в серии GP2 в составе команды «Campos Grand Prix». Лучшим для него результатом в этом сезоне стало первое место в первой гонке в Валенсии; всего он набрал 21 очко и в личном зачёте занял 13-е место. Также выступил в нескольких гонках Серии Ле-Ман и в заезде «24 часа Ле-Мана».
Сезон 2008 GP2, который Петров провёл в команде «Barwa International Campos Team», был отмечен тремя подиумами на трассах в Валенсии, Стамбуле и «Спа-Франкоршаме». Всего заработал 39 очков, с которыми занял 7-е место. В этом же году участвовал в девяти из 10 гонок серии GP2 Asia, где с четырьмя подиумами набрал 33 очка и стал бронзовым призёром.
В 2009 году Петров всё же сумел добиться успеха в GP2: благодаря двум победам и ещё пяти подиумам, он набрал 75 очков и в личном зачёте стал вторым. В проводившемся в новом формате сезоне 2008/09 GP2 Asia с 28 очками стал пятым.

### Формула-1
31 января 2010 года было объявлено о подписании контракта с командой «Рено», по которому Петров стал её боевым гонщиком. Его дебют в официальных заездах состоялся на Гран-при Бахрейна. За сезон 2010 Петров в 19 гонках пять раз финишировал в очковой зоне, в результате чего набрал 27 очков и занял 13-е место в личном зачёте.
В декабре 2010 года было сообщено о том, что Петров подписал новый двухлетний контракт с командой «Рено», которая с 2011 года стала носить название «Лотус-Рено». В первой же гонке сезона 2011 в Альберт-Парке россиянин занял третье место, а после этого ещё семь раз в гонках попадал в очковую зону; всего он заработал 37 очков и стал десятым в личном зачёте. В декабре 2011 стало известно, что Петров не проведёт сезон 2012 в составе «Лотус-Рено».
Сезон 2012 Петров провёл в команде «Катерхэм», о подписании контракта было сообщено в феврале. Ни в одной из гонок не сумев набрать очков, он занял 19-е место в личном зачёте. Для выступлений в Формуле-1 в 2013 году Петров не подписал контракт ни с одним коллективом.

### После Формулы-1
В 2013 году не принимал участия в соревнованиях. В 2014 году подписал контракт с командой «Mercedes AMG» на выступление в серии DTM. Во всех гонках финишировал в конце пелотона и не набрал ни одного очка. В личном зачёте занял последнее 23-е место.
В 2016 году выступал в чемпионате мира по автогонкам на выносливость в классе LMP2 в составе команды «SMP Racing».

## См. также

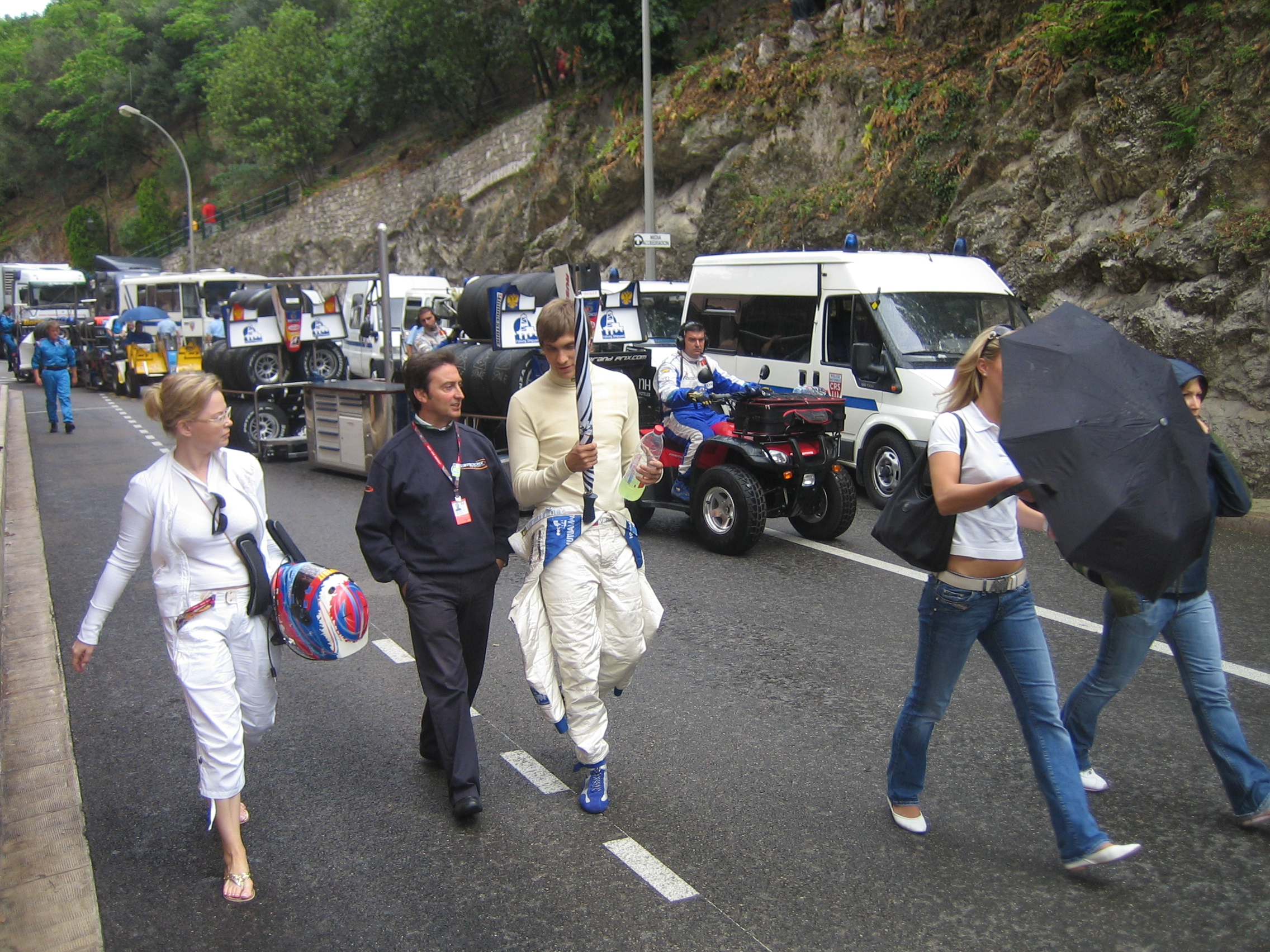
Виталий Петров на гонке в Монте-Карло, 2007

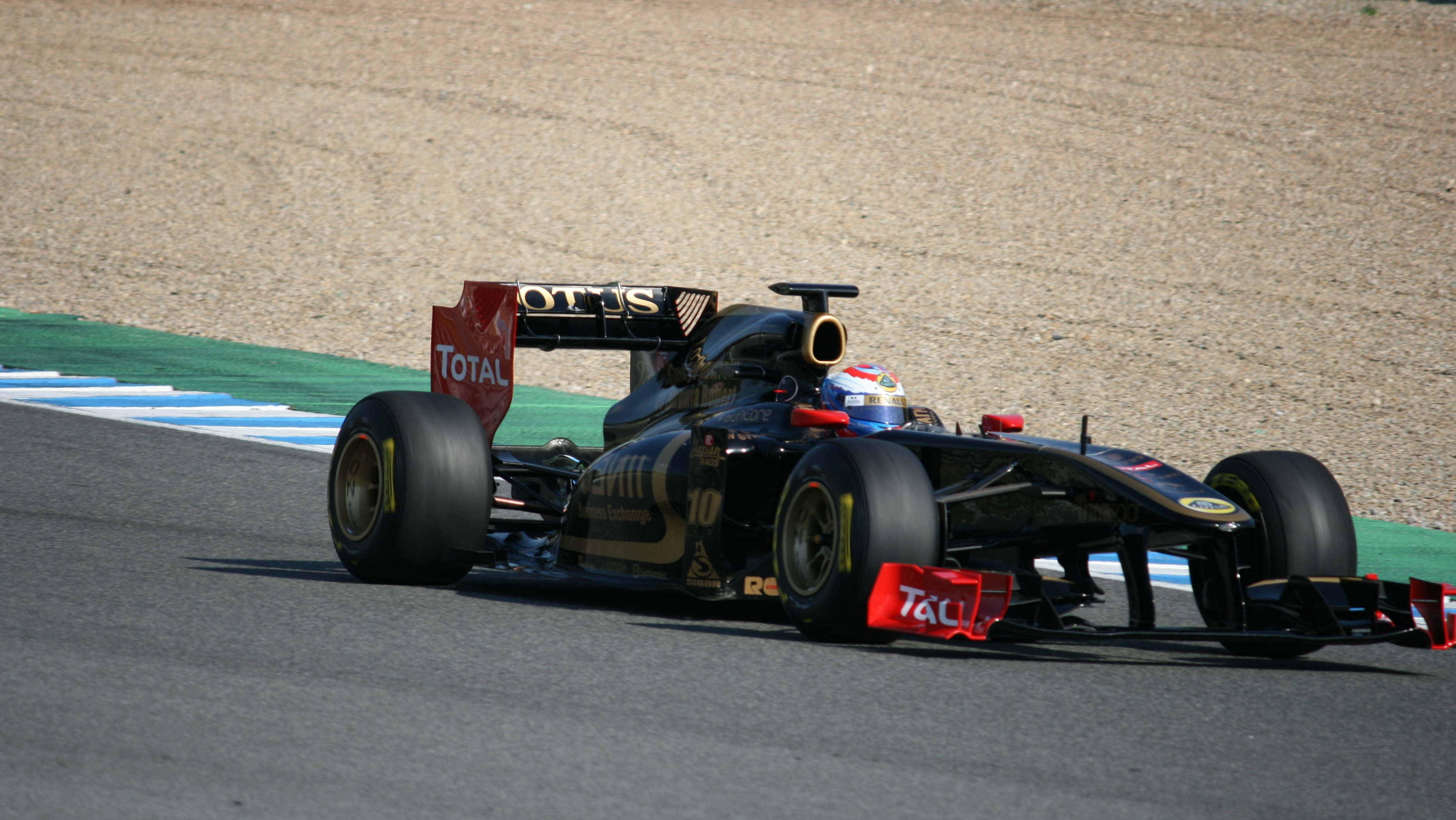
Петров управляет Renault R31 на тестах в Хересе

## Результаты выступлений

### Статистика
| Сезон   | Серия                                        | Команда                         | Старты | Победы | Поулы | БК | Подиумы | Очки | Место |
| ------- | -------------------------------------------- | ------------------------------- | ------ | ------ | ----- | -- | ------- | ---- | ----- |
| 2001    | Кубок Лада Россия                            | ?                               | ?      | ?      | ?     | ?  | ?       | ?    | 1     |
| 2002    | Кубок Лада Россия                            | СК «ФАВОРИТ»                    | 5      | 5      | 5     | 5  | 5       | 500  | 1     |
| 2002    | Кубок VW Polo                                | ?                               | 1      | 1      | ?     | ?  | 1       | ?    | ?     |
| 2002    | Формула Русь                                 | 10 Дюймов                       | 2      | 2      | ?     | ?  | 2       | 41   | 10    |
| 2003    | Формула-Рено 2000 UK Зимняя серия            | Eurotek Motorsport              | ?      | 1      | 0     | 0  | 1       | 44   | 4     |
| 2003    | Формула-Рено 2000 UK                         | Eurotek Motorsport              | 2      | 0      | 0     | 0  | 0       | 23   | 28    |
| 2003    | Формула-Рено 2000 Италия                     | Euronova Junior Team            | 12     | 0      | 0     | 0  | 0       | 12   | 19    |
| 2003    | Формула-Рено 2000 Мастерс                    | Euronova Racing                 | 6      | 0      | 0     | 0  | 0       | 0    | НКЛ   |
| 2003    | Euro Formula 3000                            | Euronova Racing                 | 1      | 0      | 0     | 0  | 0       | 0    | 22    |
| 2004    | Формула-Рено 2000 Италия                     | Euronova Junior Team            | 4      | 0      | 0     | 0  | 0       | 2    | 28    |
| 2004    | Формула-Рено 2000 Еврокубок                  | Euronova Junior Team            | 4      | 0      | 0     | 0  | 0       | 0    | НКЛ   |
| 2004    | Евро Формула-3000                            | Euronova Racing                 | 1      | 0      | 0     | 0  | 0       | 0    | НКЛ   |
| 2004    | Lada Revolution Россия                       | Элекс-Полюс                     | 4      | 1      | 4     | ?  | 4       | 43   | 2     |
| 2005    | Российская Формула-1600                      | АРТ-Лайн ПроТим                 | 6      | 5      | 1     | ?  | 9       | 85   | 1     |
| 2005    | Lada Revolution Россия                       | МаксМотор-Ульяновск             | 14     | 10     | 5     | 6  | 9       | 109  | 1     |
| 2006    | Евросерия 3000                               | Euronova                        | 17     | 4      | 0     | 2  | 9       | 72   | 3     |
| 2006    | GP2                                          | DPR                             | 8      | 0      | 0     | 0  | 0       | 0    | 28    |
| 2006    | Ф3000 Международные мастера                  | Charouz Racing System           | 2      | 0      | 1     | 0  | 0       | 0    | 29    |
| 2007    | GP2                                          | Campos Grand Prix               | 21     | 1      | 0     | 0  | 1       | 21   | 13    |
| 2008    | GP2                                          | Barwa International Campos Team | 20     | 1      | 0     | 1  | 3       | 39   | 7     |
| 2008    | GP2 Asia                                     | Barwa International Campos Team | 10     | 1      | 1     | 0  | 4       | 33   | 3     |
| 2008-09 | GP2 Asia                                     | Barwa International Campos Team | 11     | 1      | 0     | 0  | 3       | 28   | 5     |
| 2009    | GP2                                          | Barwa Addax Team                | 20     | 2      | 2     | 1  | 7       | 75   | 2     |
| 2010    | Формула-1                                    | Renault F1 Team                 | 19     | 0      | 0     | 1  | 0       | 27   | 13    |
| 2011    | Формула-1                                    | Lotus Renault GP                | 19     | 0      | 0     | 0  | 1       | 37   | 10    |
| 2012    | Формула-1                                    | Caterham F1 Team                | 20     | 0      | 0     | 0  | 0       | 0    | 19    |
| 2014    | DTM                                          | Mücke Motorsport                | 10     | 0      | 0     | 0  | 0       | 0    | 23    |
| 2016    | Чемпионат мира по автогонкам на выносливость | SMP Racing                      |        |        |       |    |         |      |       |

### Результаты выступлений в GP2
| Легенда к таблице |                                                                    |
| --- | ------------------------------------------------------------------ |
| В таблице перечислены результаты всех Гран-при Формулы-1, в которых принимал участие гонщик. Строками таблицы являются сезоны, столбцами — этапы чемпионата мира. В каждой клетке указаны сокращённое название этапа и результат, дополнительно обозначенный цветом. Расшифровка обозначений и цветов представлена в нижеследующей таблице. |                                                                    |
| \| Пример \| Описание \| \| ------------ \| ------------------------------------------------------------------ \| \| 1 \| Победитель \| \| 2 \| Второе место \| \| 3 \| Третье место \| \| 5 \| Финишировал, заработав очки \| \| Сход \| Не финишировал, но при этом заработал очки \| \| 12 \| Финишировал, не получив очков \| \| НКЛ \| Финишировал, но не попал в финальную классификацию \| \| 15 \| Участвовал вне зачёта, либо по отдельной классификации \| \| 18 \| Не финишировал, но попал в финальную классификацию \| \| Сход \| Не финишировал \| \| НКВ \| Не прошёл квалификацию \| \| НПКВ \| Не прошёл предквалификацию \| \| ДСК \| Дисквалифицирован \| \| ИСК \| Исключён из протокола соревнований \| \| ТТ \| Заявлен для участия только в тренировках \| \| НС \| Участвовал в квалификации, но не стартовал в гонке \| \| Т \| Травмирован или болен \| \| ОТК \| Отказ от участия \| \| НТР \| Прибыл на соревнования, но на трассу не выезжал \| \| НПР \| Был заявлен в числе участников, но не прибыл к началу соревнований \| \| О \| Соревнования отменены \| \| \| Не участвовал \| \| Поул-позиция \| \| \| Быстрый круг \| \| |                                                                    |
| Пример | Описание                                                           |
| 1 | Победитель                                                         |
| 2 | Второе место                                                       |
| 3 | Третье место                                                       |
| 5 | Финишировал, заработав очки                                        |
| Сход | Не финишировал, но при этом заработал очки                         |
| 12 | Финишировал, не получив очков                                      |
| НКЛ | Финишировал, но не попал в финальную классификацию                 |
| 15 | Участвовал вне зачёта, либо по отдельной классификации             |
| 18 | Не финишировал, но попал в финальную классификацию                 |
| Сход | Не финишировал                                                     |
| НКВ | Не прошёл квалификацию                                             |
| НПКВ | Не прошёл предквалификацию                                         |
| ДСК | Дисквалифицирован                                                  |
| ИСК | Исключён из протокола соревнований                                 |
| ТТ | Заявлен для участия только в тренировках                           |
| НС | Участвовал в квалификации, но не стартовал в гонке                 |
| Т | Травмирован или болен                                              |
| ОТК | Отказ от участия                                                   |
| НТР | Прибыл на соревнования, но на трассу не выезжал                    |
| НПР | Был заявлен в числе участников, но не прибыл к началу соревнований |
| О | Соревнования отменены                                              |
| | Не участвовал                                                      |
| Поул-позиция |                                                                    |
| Быстрый круг |                                                                    |

| Год  | Команда                         | 1        | 2          | 3        | 4        | 5          | 6        | 7        | 8        | 9        | 10       | 11         | 12         | 13         | 14       | 15         | 16       | 17       | 18       | 19         | 20         | 21       | Место | Очки |
| ---- | ------------------------------- | -------- | ---------- | -------- | -------- | ---------- | -------- | -------- | -------- | -------- | -------- | ---------- | ---------- | ---------- | -------- | ---------- | -------- | -------- | -------- | ---------- | ---------- | -------- | ----- | ---- |
| 2006 | DPR Direxiv                     | ВАЛ 1    | ВАЛ 2      | САН 1    | САН 2    | ЕВР 1      | ЕВР 2    | ИСП 1    | ИСП 2    | МОН 1    | ВЕЛ 1    | ВЕЛ 2      | ФРА 1      | ФРА 2      | ГЕР 1 15 | ГЕР 2 15   | ВЕН 1 15 | ВЕН 2 10 | ТУЦ 1 16 | ТУЦ 2 18   | ИТА 1 Сход | ИТА 2 12 | 28    | 0    |
| 2007 | Campos Grand Prix               | БАХ 1 14 | БАХ 2 11   | ИСП 1 10 | ИСП 2 16 | МОН 1 6    | ФРА 1 5  | ФРА 2 5  | ВЕЛ 1 9  | ВЕЛ 2 9  | ЕВР 1 11 | ЕВР 2 17   | ВЕН 1 Сход | ВЕН 2 9    | ТУЦ 1 17 | ТУЦ 2 5    | ИТА 1 12 | ИТА 2 12 | БЕЛ 1 9  | БЕЛ 2 11   | ВАЛ 1      | ВАЛ 2 8  | 13    | 21   |
| 2008 | Barwa International Campos Team | ИСП 1 6  | ИСП 2 Сход | ТУЦ 1 5  | ТУЦ 2    | МОН 1 Сход | МОН 2 15 | ФРА 1 4  | ФРА 2 18 | ВЕЛ 1 10 | ВЕЛ 2 5  | ГЕР 1 Сход | ГЕР 2 12   | ВЕН 1 Сход | ВЕН 2 9  | ЕВР 1      | ЕВР 2 1  | БЕЛ 1 4  | БЕЛ 2 3  | ИТА 1 Сход | ИТА 2 Сход |          | 7     | 39   |
| 2009 | Barwa Addax Team                | ИСП 1 2  | ИСП 2 9    | МОН 1 2  | МОН 2 6  | ТУЦ 1      | ТУЦ 2 3  | ВЕЛ 1 15 | ВЕЛ 2 10 | ГЕР 1 4  | ГЕР 2 4  | ВЕН 1 Сход | ВЕН 2 12   | ЕВР 1      | ЕВР 2 3  | БЕЛ 1 Сход | БЕЛ 2 6  | ИТА 1 2  | ИТА 2 5  | АЛГ 1 4    | АЛГ 2 Сход |          | 2     | 75   |

### Результаты выступлений в серии GP2 Asia
| Легенда к таблице |                                                                    |
| --- | ------------------------------------------------------------------ |
| В таблице перечислены результаты всех Гран-при Формулы-1, в которых принимал участие гонщик. Строками таблицы являются сезоны, столбцами — этапы чемпионата мира. В каждой клетке указаны сокращённое название этапа и результат, дополнительно обозначенный цветом. Расшифровка обозначений и цветов представлена в нижеследующей таблице. |                                                                    |
| \| Пример \| Описание \| \| ------------ \| ------------------------------------------------------------------ \| \| 1 \| Победитель \| \| 2 \| Второе место \| \| 3 \| Третье место \| \| 5 \| Финишировал, заработав очки \| \| Сход \| Не финишировал, но при этом заработал очки \| \| 12 \| Финишировал, не получив очков \| \| НКЛ \| Финишировал, но не попал в финальную классификацию \| \| 15 \| Участвовал вне зачёта, либо по отдельной классификации \| \| 18 \| Не финишировал, но попал в финальную классификацию \| \| Сход \| Не финишировал \| \| НКВ \| Не прошёл квалификацию \| \| НПКВ \| Не прошёл предквалификацию \| \| ДСК \| Дисквалифицирован \| \| ИСК \| Исключён из протокола соревнований \| \| ТТ \| Заявлен для участия только в тренировках \| \| НС \| Участвовал в квалификации, но не стартовал в гонке \| \| Т \| Травмирован или болен \| \| ОТК \| Отказ от участия \| \| НТР \| Прибыл на соревнования, но на трассу не выезжал \| \| НПР \| Был заявлен в числе участников, но не прибыл к началу соревнований \| \| О \| Соревнования отменены \| \| \| Не участвовал \| \| Поул-позиция \| \| \| Быстрый круг \| \| |                                                                    |
| Пример | Описание                                                           |
| 1 | Победитель                                                         |
| 2 | Второе место                                                       |
| 3 | Третье место                                                       |
| 5 | Финишировал, заработав очки                                        |
| Сход | Не финишировал, но при этом заработал очки                         |
| 12 | Финишировал, не получив очков                                      |
| НКЛ | Финишировал, но не попал в финальную классификацию                 |
| 15 | Участвовал вне зачёта, либо по отдельной классификации             |
| 18 | Не финишировал, но попал в финальную классификацию                 |
| Сход | Не финишировал                                                     |
| НКВ | Не прошёл квалификацию                                             |
| НПКВ | Не прошёл предквалификацию                                         |
| ДСК | Дисквалифицирован                                                  |
| ИСК | Исключён из протокола соревнований                                 |
| ТТ | Заявлен для участия только в тренировках                           |
| НС | Участвовал в квалификации, но не стартовал в гонке                 |
| Т | Травмирован или болен                                              |
| ОТК | Отказ от участия                                                   |
| НТР | Прибыл на соревнования, но на трассу не выезжал                    |
| НПР | Был заявлен в числе участников, но не прибыл к началу соревнований |
| О | Соревнования отменены                                              |
| | Не участвовал                                                      |
| Поул-позиция |                                                                    |
| Быстрый круг |                                                                    |

| Год     | Команда                         | 1          | 2          | 3       | 4       | 5        | 6        | 7        | 8       | 9       | 10         | 11       | 12       | Место | Очки |
| ------- | ------------------------------- | ---------- | ---------- | ------- | ------- | -------- | -------- | -------- | ------- | ------- | ---------- | -------- | -------- | ----- | ---- |
| 2008    | Barwa International Campos Team | ОАЭ 1 Сход | ОАЭ 2 9    | ИНЗ 1 5 | ИНЗ 2 3 | МАЗ 1    | МАЗ 2 3  | БАХ 1 10 | БАХ 2 3 | ОАЭ 1 4 | ОАЭ 2 Сход |          |          | 3     | 33   |
| 2008-09 | Barwa International Campos Team | КИТ 1 5    | КИТ 2 Сход | ОАЭ 1 5 | ОАЭ 2 О | БАХ 1 10 | БАХ 2 12 | КАТ 1 3  | КАТ 2   | МАЗ 1 6 | МАЗ 2 1    | БАХ 1 19 | БАХ 2 11 | 5     | 28   |

### Результаты выступлений в Формуле-1
| Легенда к таблице |                                                                    |
| --- | ------------------------------------------------------------------ |
| В таблице перечислены результаты всех Гран-при Формулы-1, в которых принимал участие гонщик. Строками таблицы являются сезоны, столбцами — этапы чемпионата мира. В каждой клетке указаны сокращённое название этапа и результат, дополнительно обозначенный цветом. Расшифровка обозначений и цветов представлена в нижеследующей таблице. |                                                                    |
| \| Пример \| Описание \| \| ------------ \| ------------------------------------------------------------------ \| \| 1 \| Победитель \| \| 2 \| Второе место \| \| 3 \| Третье место \| \| 5 \| Финишировал, заработав очки \| \| Сход \| Не финишировал, но при этом заработал очки \| \| 12 \| Финишировал, не получив очков \| \| НКЛ \| Финишировал, но не попал в финальную классификацию \| \| 15 \| Участвовал вне зачёта, либо по отдельной классификации \| \| 18 \| Не финишировал, но попал в финальную классификацию \| \| Сход \| Не финишировал \| \| НКВ \| Не прошёл квалификацию \| \| НПКВ \| Не прошёл предквалификацию \| \| ДСК \| Дисквалифицирован \| \| ИСК \| Исключён из протокола соревнований \| \| ТТ \| Заявлен для участия только в тренировках \| \| НС \| Участвовал в квалификации, но не стартовал в гонке \| \| Т \| Травмирован или болен \| \| ОТК \| Отказ от участия \| \| НТР \| Прибыл на соревнования, но на трассу не выезжал \| \| НПР \| Был заявлен в числе участников, но не прибыл к началу соревнований \| \| О \| Соревнования отменены \| \| \| Не участвовал \| \| Поул-позиция \| \| \| Быстрый круг \| \| |                                                                    |
| Пример | Описание                                                           |
| 1 | Победитель                                                         |
| 2 | Второе место                                                       |
| 3 | Третье место                                                       |
| 5 | Финишировал, заработав очки                                        |
| Сход | Не финишировал, но при этом заработал очки                         |
| 12 | Финишировал, не получив очков                                      |
| НКЛ | Финишировал, но не попал в финальную классификацию                 |
| 15 | Участвовал вне зачёта, либо по отдельной классификации             |
| 18 | Не финишировал, но попал в финальную классификацию                 |
| Сход | Не финишировал                                                     |
| НКВ | Не прошёл квалификацию                                             |
| НПКВ | Не прошёл предквалификацию                                         |
| ДСК | Дисквалифицирован                                                  |
| ИСК | Исключён из протокола соревнований                                 |
| ТТ | Заявлен для участия только в тренировках                           |
| НС | Участвовал в квалификации, но не стартовал в гонке                 |
| Т | Травмирован или болен                                              |
| ОТК | Отказ от участия                                                   |
| НТР | Прибыл на соревнования, но на трассу не выезжал                    |
| НПР | Был заявлен в числе участников, но не прибыл к началу соревнований |
| О | Соревнования отменены                                              |
| | Не участвовал                                                      |
| Поул-позиция |                                                                    |
| Быстрый круг |                                                                    |

| Сезон | Команда          | Шасси         | Двигатель           | Ш | 1        | 2        | 3        | 4      | 5      | 6        | 7      | 8      | 9      | 10     | 11     | 12     | 13       | 14     | 15     | 16       | 17       | 18     | 19     | 20     | Место | Очки |
| ----- | ---------------- | ------------- | ------------------- | - | -------- | -------- | -------- | ------ | ------ | -------- | ------ | ------ | ------ | ------ | ------ | ------ | -------- | ------ | ------ | -------- | -------- | ------ | ------ | ------ | ----- | ---- |
| 2010  | Renault F1 Team  | Renault R30   | Renault RS27 2,4 V8 | B | БАХ Сход | АВС Сход | МАЛ Сход | КИТ 7  | ИСП 11 | МОН 13   | ТУР 15 | КАН 17 | ЕВР 14 | ВЕЛ 13 | ГЕР 10 | ВЕН 5  | БЕЛ 9    | ИТА 13 | СИН 11 | ЯПО Сход | КОР Сход | БРА 16 | АБУ 6  |        | 13    | 27   |
| 2011  | Lotus Renault GP | Renault R31   | Renault RS27 2,4 V8 | P | АВС 3    | МАЛ 17   | КИТ 9    | ТУР 8  | ИСП 11 | МОН Сход | КАН 5  | ЕВР 15 | ВЕЛ 12 | ГЕР 10 | ВЕН 12 | БЕЛ 9  | ИТА Сход | СИН 17 | ЯПО 9  | КОР Сход | ИНД 11   | АБУ 13 | БРА 10 |        | 10    | 37   |
| 2012  | Caterham F1 Team | Caterham CT01 | Renault RS27 2,4 V8 | P | АВС Сход | МАЛ 16   | КИТ 18   | БАХ 16 | ИСП 17 | МОН Сход | КАН 19 | ЕВР 13 | ВЕЛ НС | ГЕР 16 | ВЕН 19 | БЕЛ 14 | ИТА 15   | СИН 19 | ЯПО 17 | КОР 16   | ИНД 17   | АБУ 16 | США 17 | БРА 11 | 19    | 0    |